# Chutes de Mamy Wata
La chute Mamy Wata, est une chute d'eau située à 24km de kilomètres de la ville de Dschang, dans le village de Fongo-Tongo à l'ouest du Cameroun en 'pays' Bamiléké. Ces chutes, d'une hauteur de 82 m, se précipitent dans une rivière sinueuse, au cœur d'une forêt sacrée,.

## Géographie
Son débit n'est pas très intense mais sa hauteur assez importante.

### Topographie
A 32 mètres de profondeur, au pied de la chute, le lit du fleuve se scinde en deux.

### Faune et flore

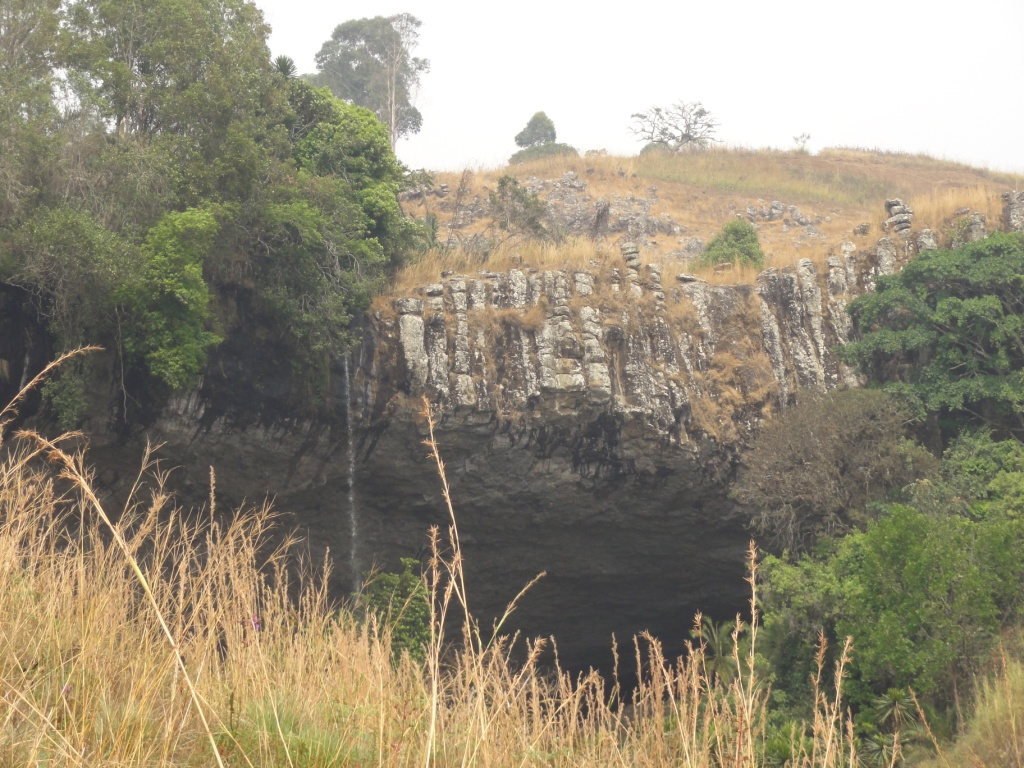
Environs boisés de la chute

Dans la forêt sacrée aux mille lianes  autour du site, vivent d'importantes populations de singes et quelques panthères. La chasse y est interdite. Au pied de la cascade de 82 m on peut respirer la fraîcheur des lieux et apprécier la nature.

## Activités

### Tourisme
Pour aller aux pieds de la chute, il faut parcourir plus de trois kilomètres à pied. Et traverser la forêt sacrée sous une vapeur d’eau fraîche . La légende de Mamy Wata, déesse des eaux, sera contée sur les sentiers de cette forêt atypique.
Non loin de là se trouvent les grottes Demvoh qui selon les traditions locales abriterait, elles aussi des divinités.

### Légendes
Mamy Wata, du camfranglais Mère Water, fée des eaux, fait l'objet d'un culte de la part des natifs. La légende raconte que cette sirène vivant dans la chute en sort de temps en temps pour séduire un homme et l'emporter ensuite dans les profondeurs et en faire son amant. 

L'origine de cette légende serait en réalité un simple jeu de lumière.Mamy Wata signifie « génie de l'eau ou sirène ». la légende rapporte qu'une fée habite au fond de l'eau, dans la chute. Mamy Wata est une entité extrêmement crainte et respectée à travers le village fongo tongo et tout le Cameroun entier .

## Galerie média

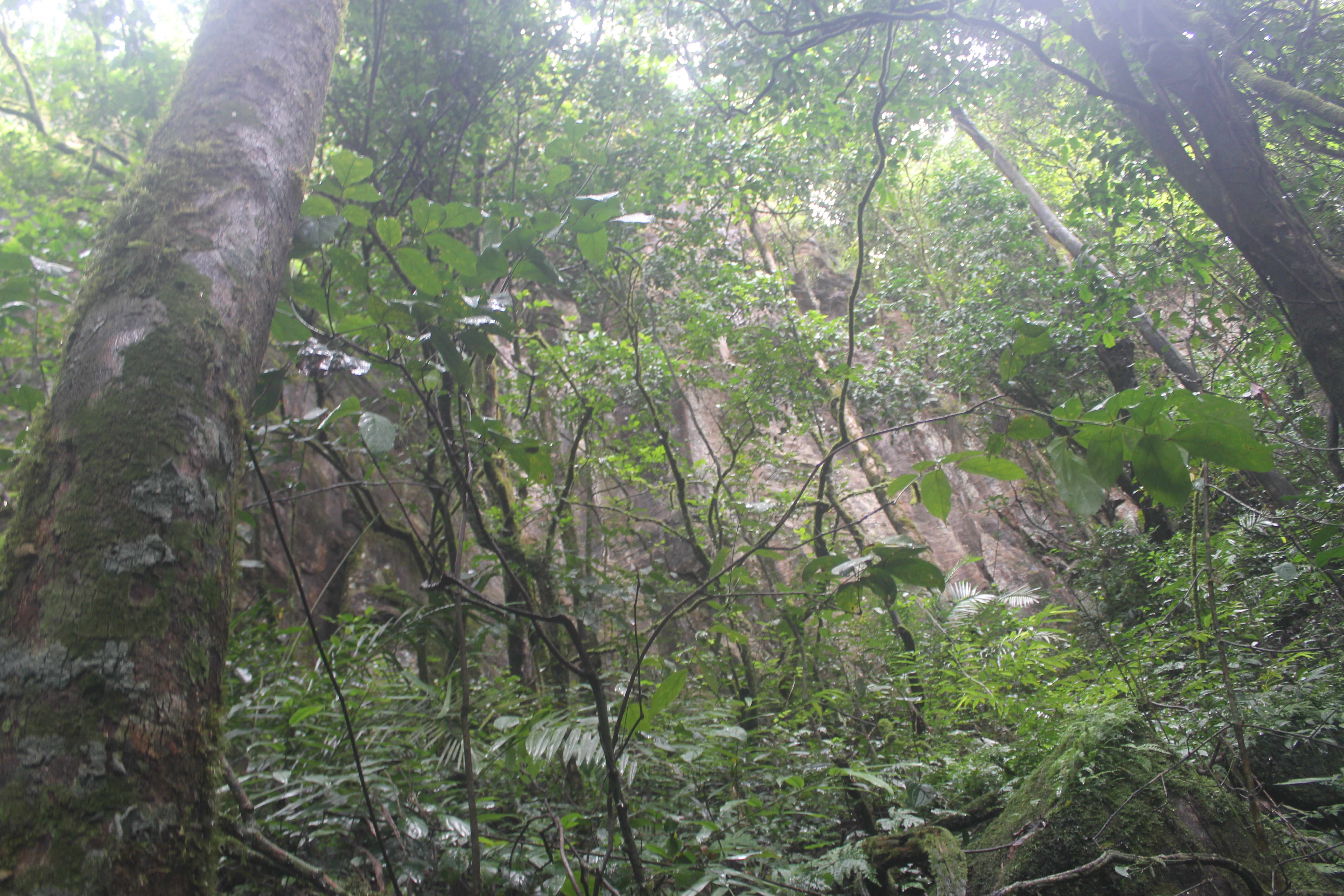
Chute mami wata1
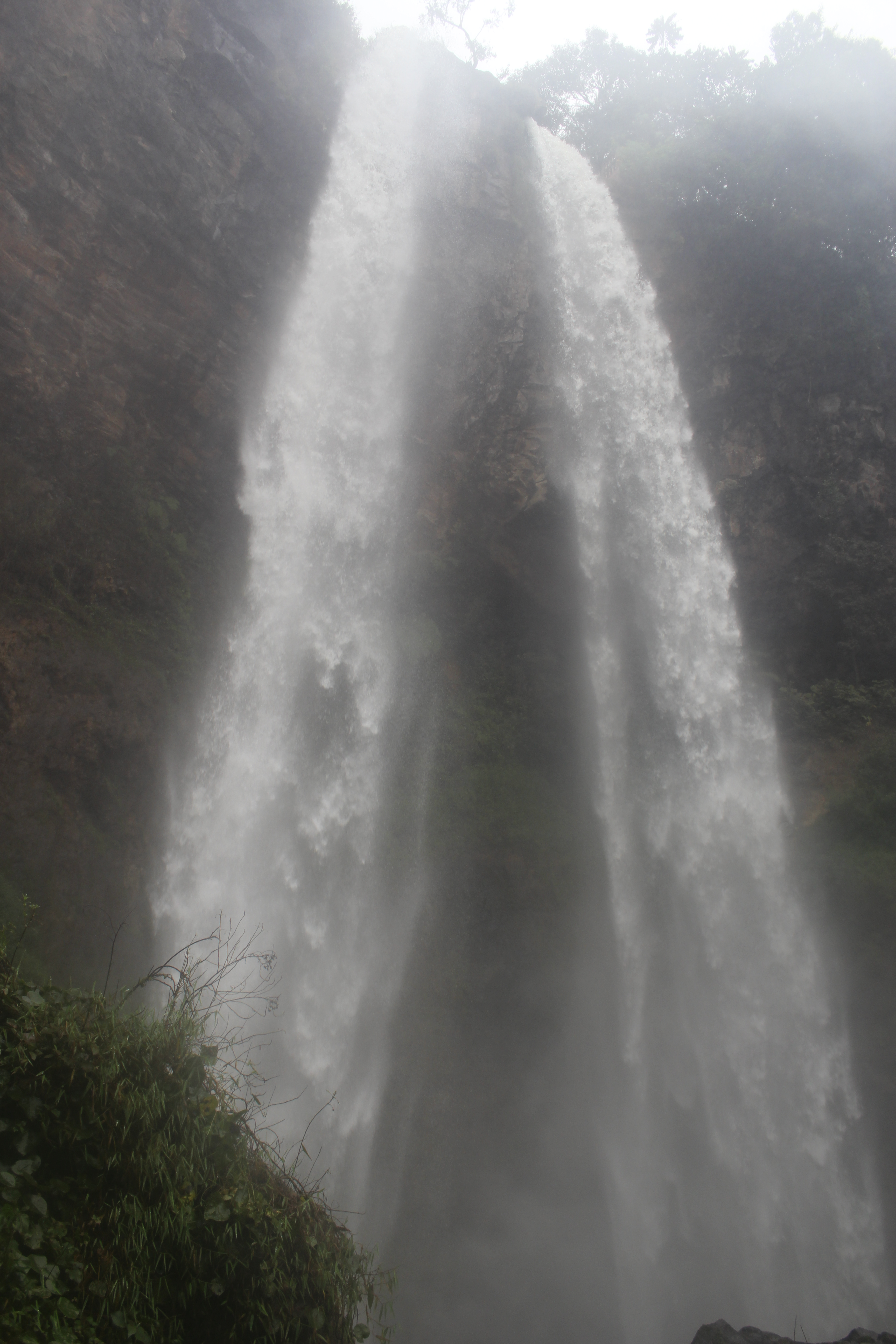
Chute mami wata.
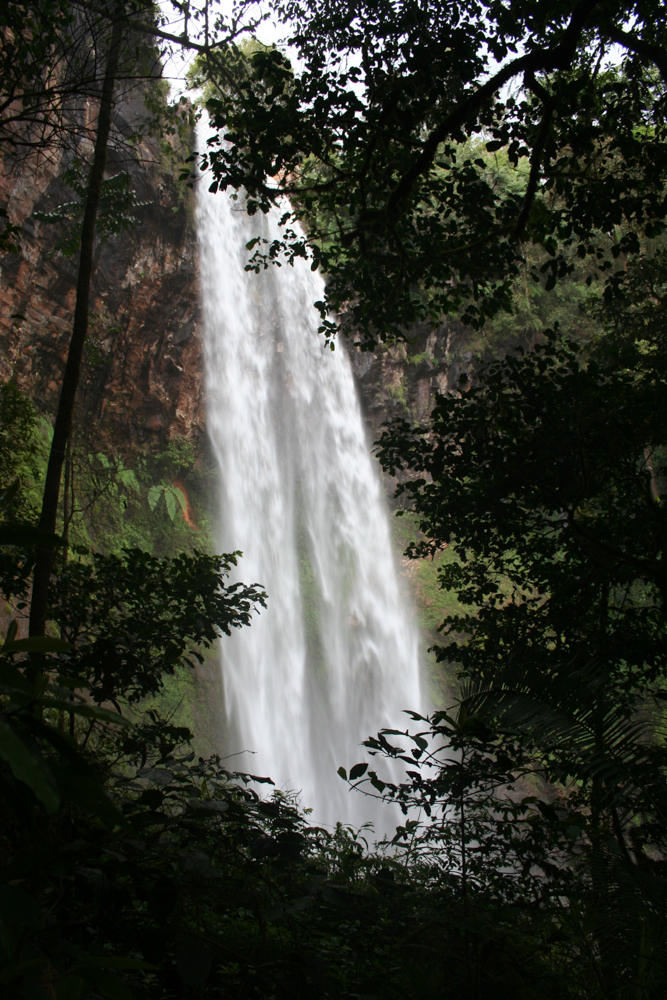
Chute mami wata.
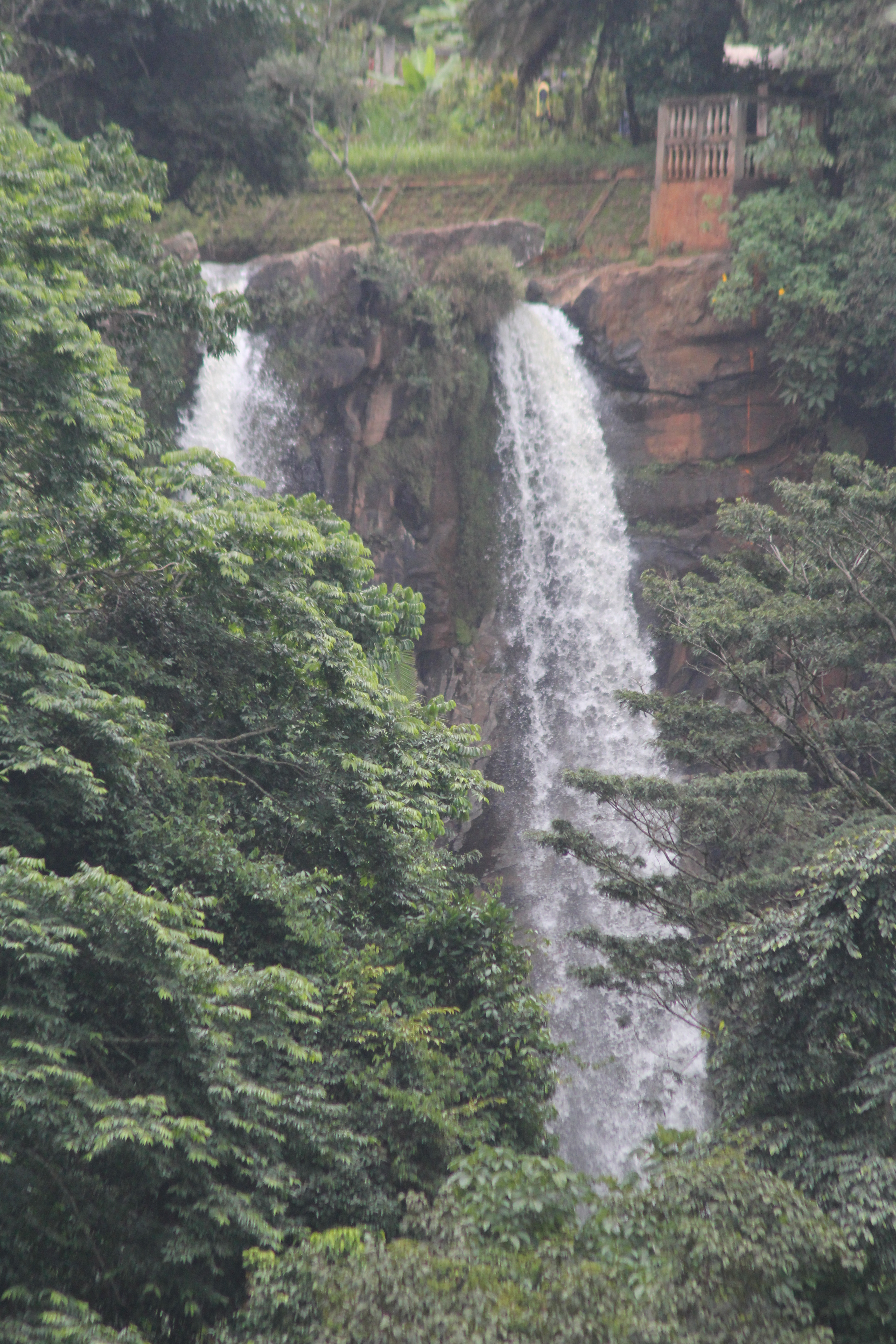
Chute mami wata.
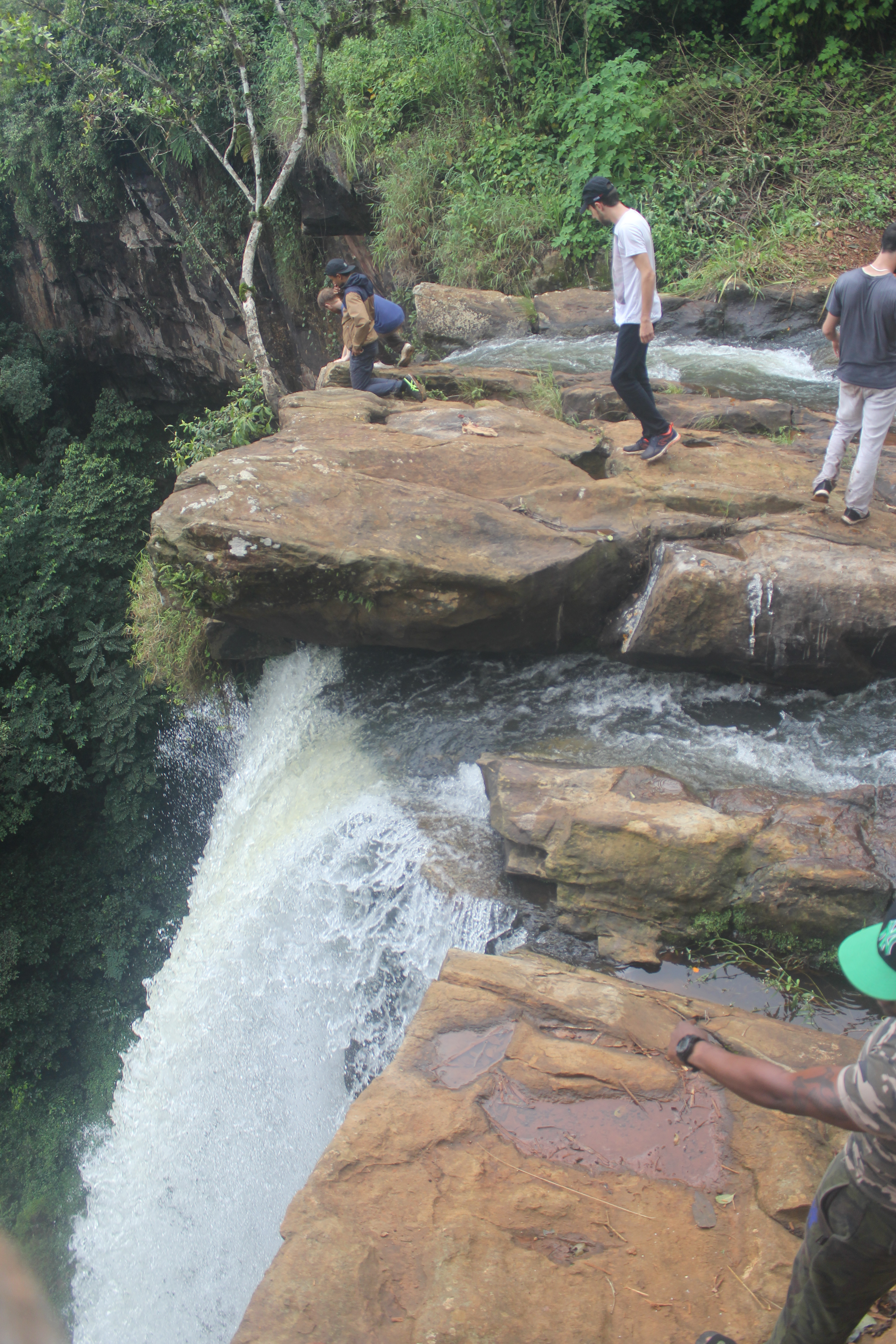
Chute mami wata.
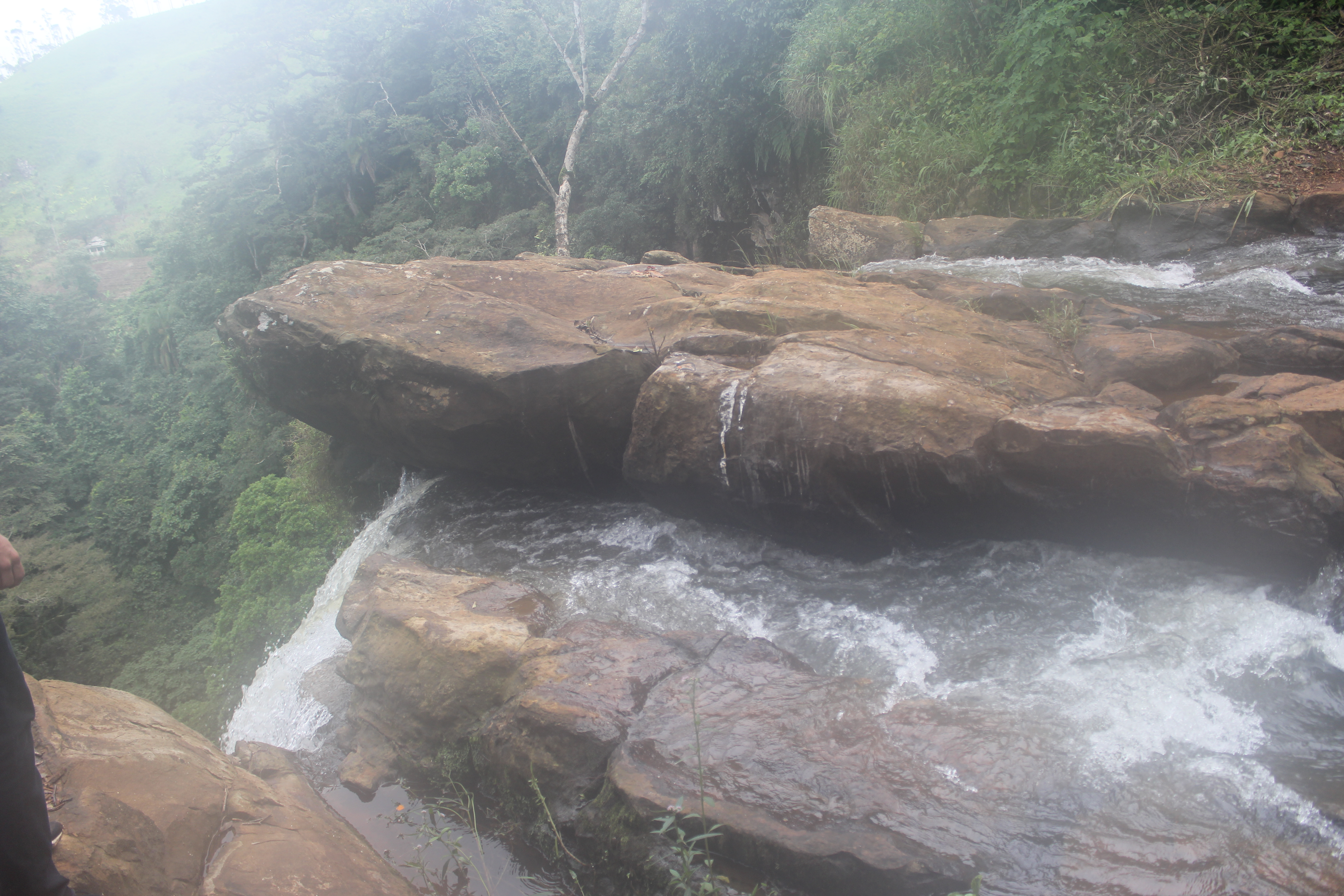
Chute mami wata.
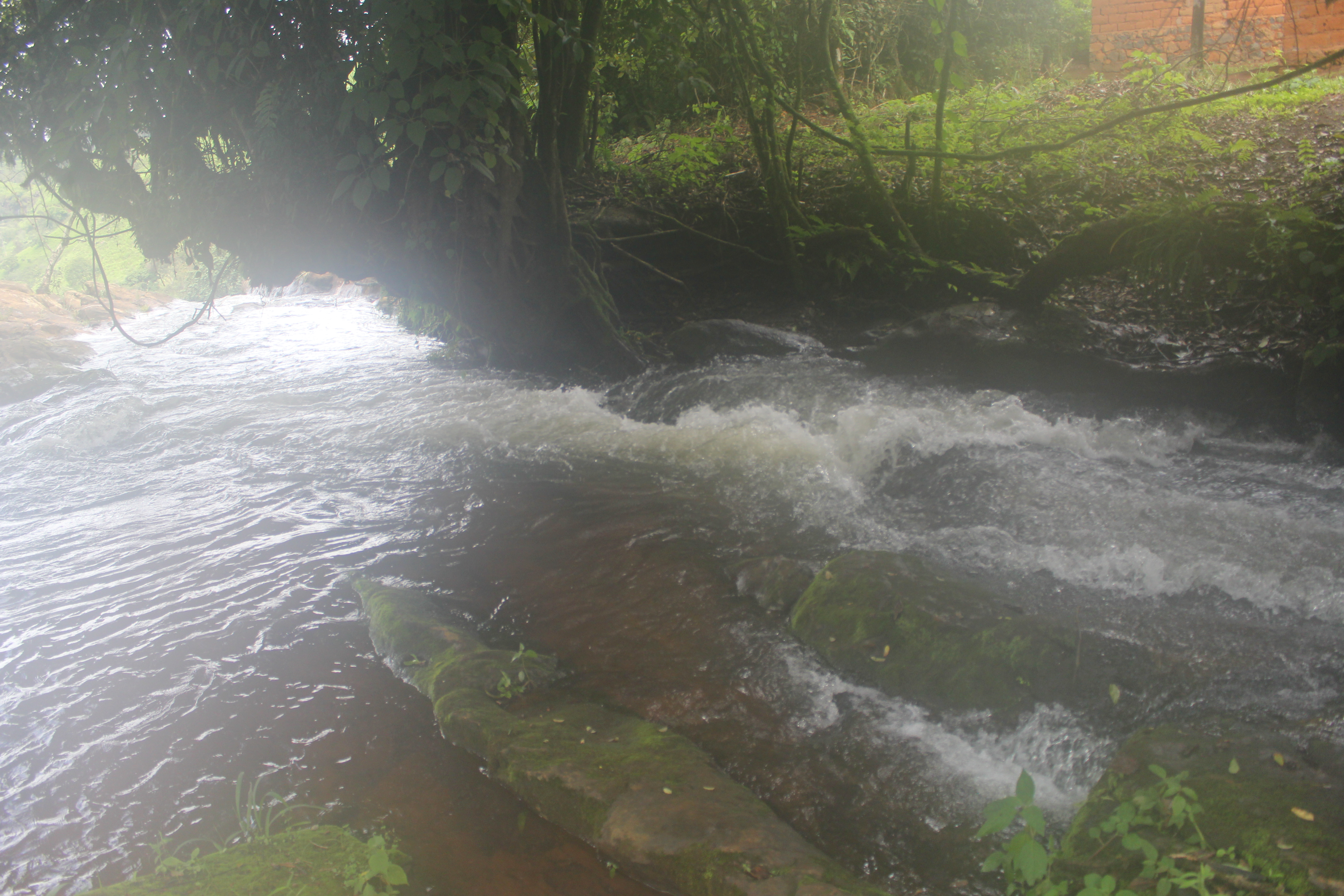
Chute mami wata.
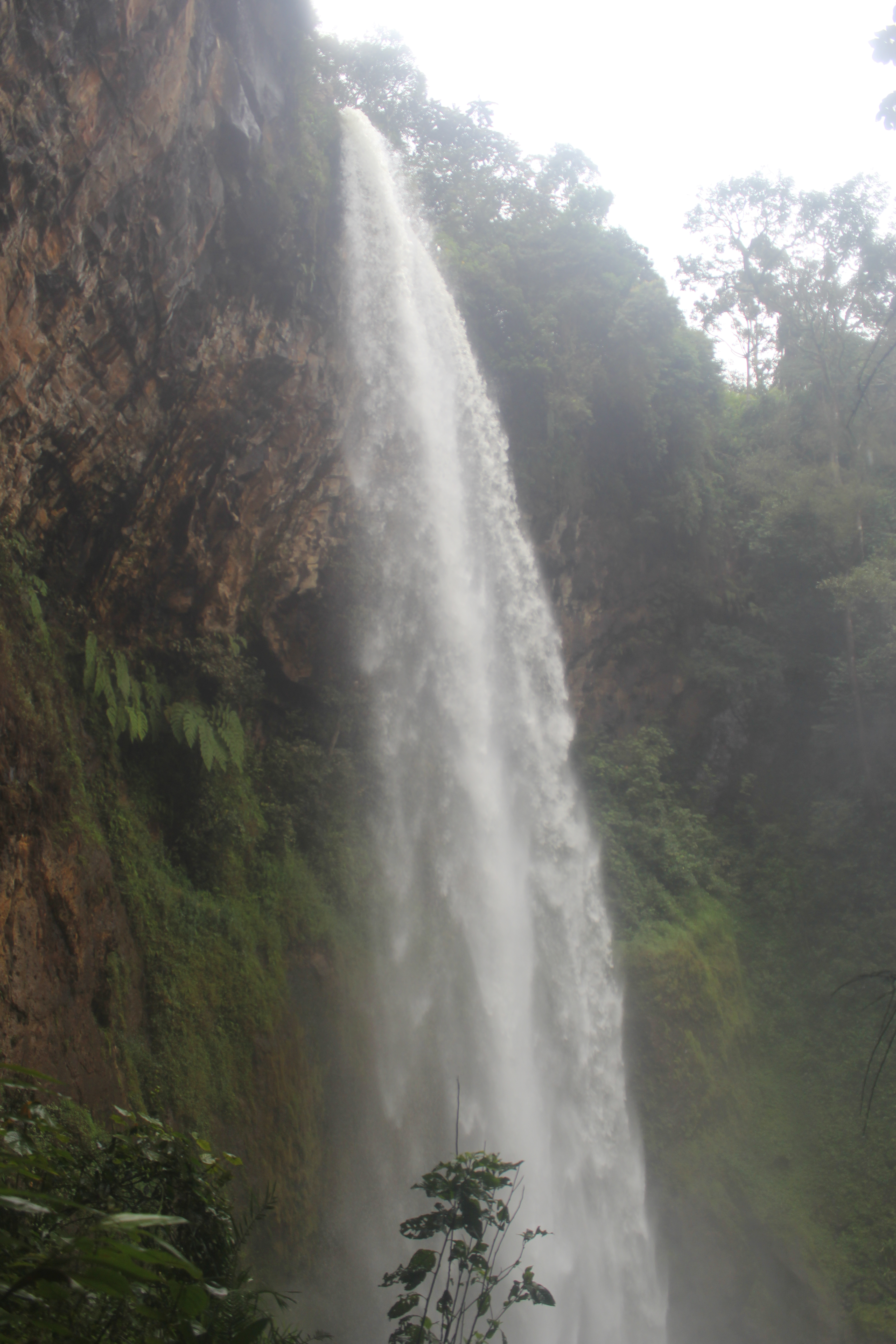
Chute mami wata.
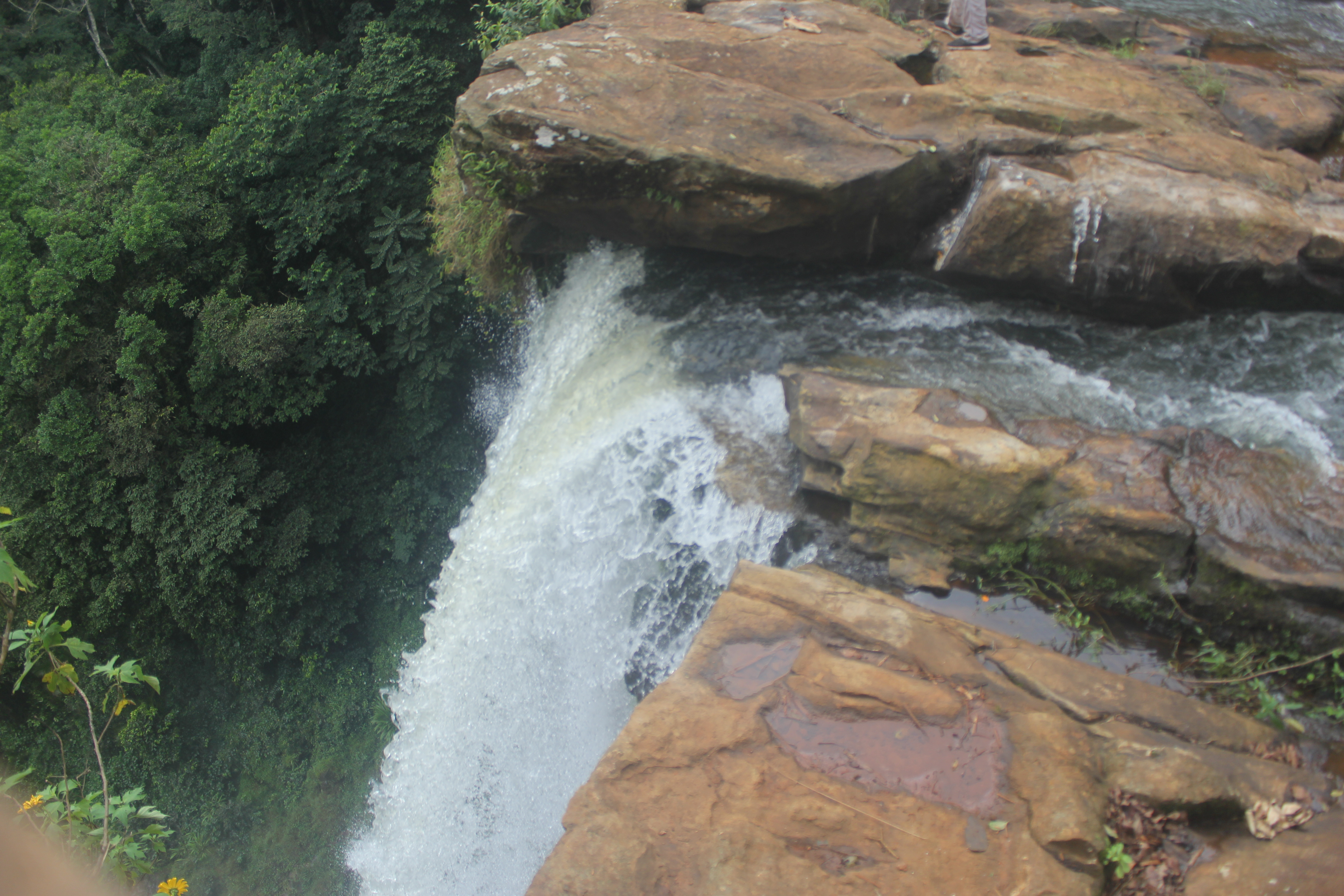
Chute mami wata.
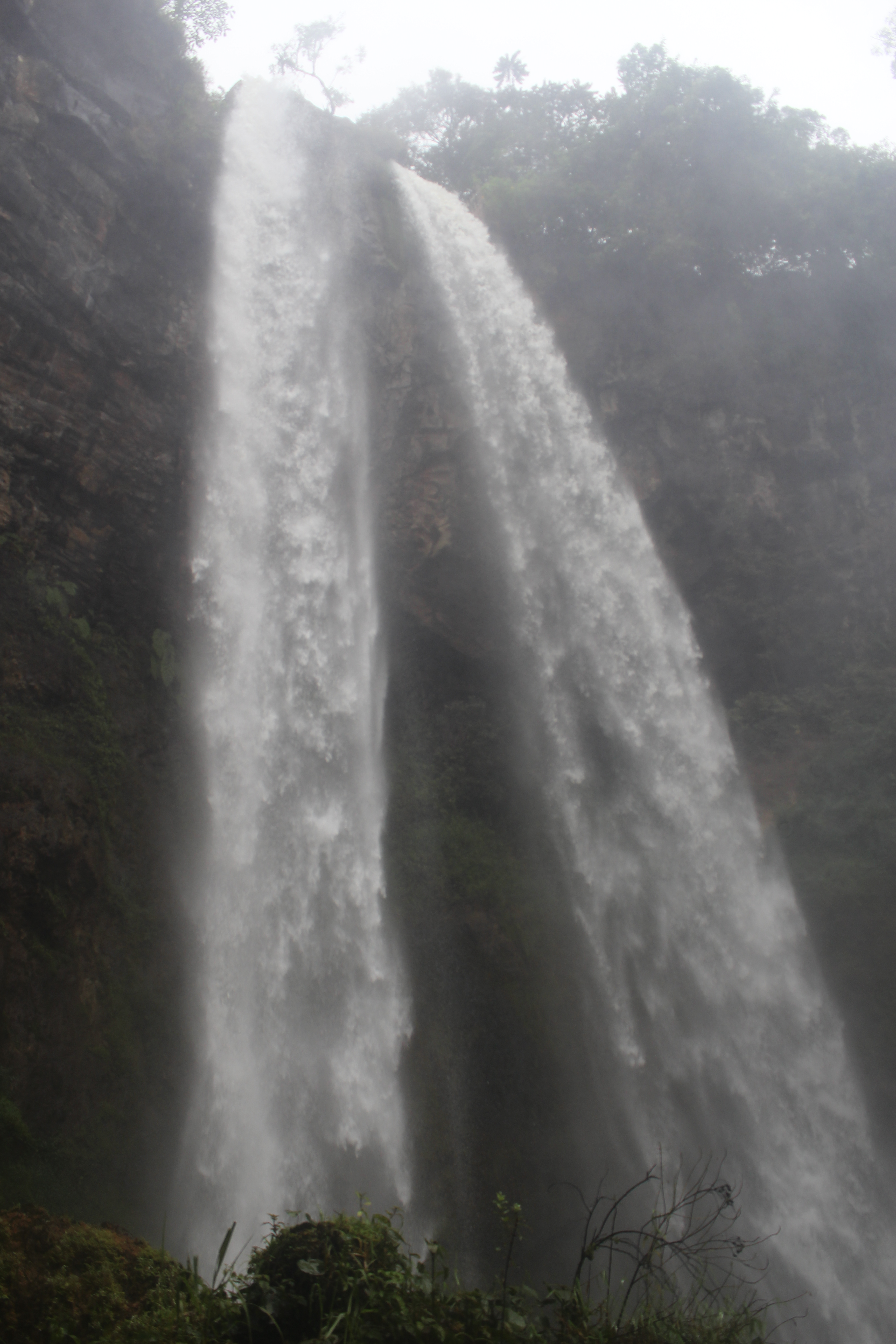
Chute mami wata.
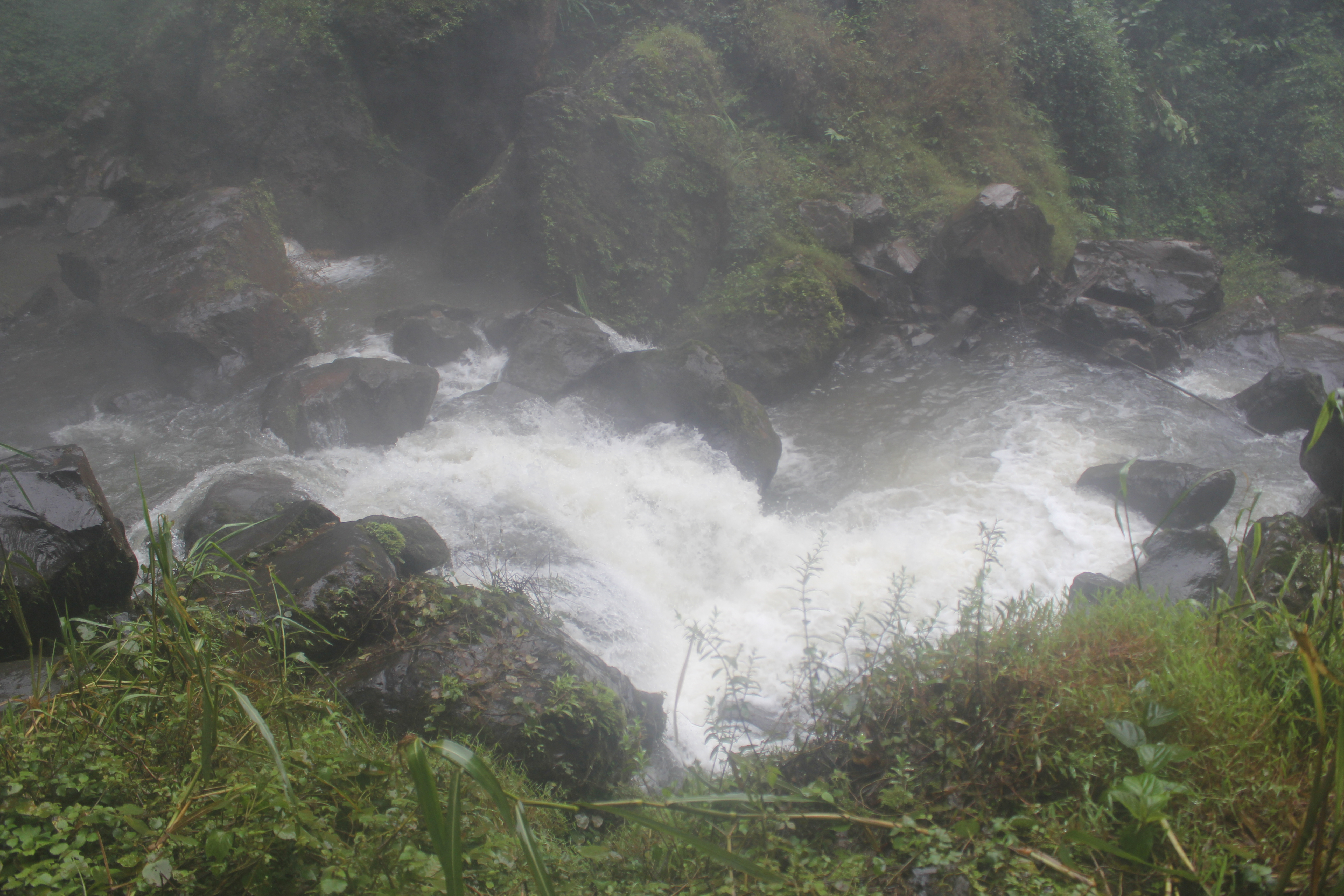
Chute mami wata.